# Wauneta, Nebraska
Wauneta, Nebraska (енгл. Wauneta) град је у америчкој савезној држави Небраска.

## Демографија
По попису из 2010. године број становника је 577, што је 48 (-7,7%) становника мање него 2000. године.
| Група             | 2000.       | 2010.       |
| Белци             | 601 (96,2%) | 535 (92,7%) |
| Афроамериканци    | 1 (0,2%)    | 1 (0,2%)    |
| Азијати           | 3 (0,5%)    | 1 (0,2%)    |
| Хиспаноамериканци | 17 (2,7%)   | 38 (6,6%)   |
| Укупно            | 625         | 577         |